# Quận Morgan, Tennessee
Quận Morgan là một quận thuộc tiểu bang Tennessee, Hoa Kỳ.
Quận này được đặt tên theo. Theo điều tra dân số của Cục điều tra dân số Hoa Kỳ năm 2000, quận có dân số 19.757 người. Quận lỵ đóng ở Wartburg6.

## Địa lý
Theo Cục điều tra dân số Hoa Kỳ, quận có diện tích 1352 km2, trong đó có 1 km2 là diện tích mặt nước.